# Makorobondo Salukombo
Makorobondo Salukombo, född 13 augusti 1988, är en friidrottare från Kongo-Kinshasa. Han deltog vid olympiska sommarspelen 2016.